# Gustave Marchoul
Gustave Marchoul (Liège, 1924 - Bray, 2015) est un graveur ainsi qu'un peintre, auteur de carton de tapisserie et éditeur belge.
Il est considéré comme une figure majeure de la gravure en Belgique au XXe siècle.

## Biographie
Gustave Marchoul naît à Liège, en Belgique, le 17 mai 1924.
Il étudie le dessin à l'Académie royale des Beaux-Arts de Mons où il reçoit un prix d'excellence, avant de découvrir la gravure en autodidacte.
Gustave Marchoul s'établit avec son épouse, la peintre et graveuse Blanche Gillot, à Thuin, en 1954. Il cofonde deux ans plus tard les Artistes de Thuidinie, un groupe d'artiste toujours actif.
En 1964, il intègre dans cette ville le groupe Hainaut Cinq, composé de Zéphir Busine, Gustave Camus, Roger Dudant et Jean Ransy,,,. Il fonde aussi le groupe Cap d'Encre (1964-1970), qui a pour mission la diffusion de l'art de la gravure.
Il devient professeur à l'Académie royale des Beaux-arts de Mons puis à l'École nationale supérieure de l'Audiovisuel à La Cambre (Bruxelles) de 1966 à 1989, où il enseigne la gravure et l'illustration de livre. Il anime aussi un atelier de gravure au musée royal de Mariemont à partir de 1992,,,.
D'abord peintre, il s'inspire du fauvisme et de l'expressionnisme puis de l'art abstrait. Bien qu'il devienne essentiellement graveur, ses qualités de peintre ont une influence sur ses estampes, notamment pour la couleur. Sa maîtrise de toutes les techniques de l'estampe est reconnue par l'ensemble des spécialistes en Belgique, notamment pour celles de l'eau-forte, du vernis mou, de la gravure sur bois ou de la lithographie, mais aussi le burin, la pointe sèche et l'aquatinte,,.
Il crée des eaux-fortes abstraites « magistrales » dès les années 1960
Des années 1970 à la fin des années 1980, Marchoul utilise principalement la gravure sur bois et traite ses sujets avec une forme de « réalisme visionnaire » puis de façon plus poétique, à travers des paysages intérieurs. Influencé par l'estampe d'Extrême-Orient et passionné par la nature, il produit sur cette période quatre séries : Ciel et Terre ;  Ciel et Pluie ; Monts et Brumes et Terre et Nue.
À partir des années 1990, il se rapproche des thèmes mystiques et religieux, incluant dans son œuvre une iconographie chrétienne dans ses paysages. Il travaille à cette époque beaucoup à la lithographie.
Gustave Marchoul a participé à diverses biennales et triennales de gravure et a obtenu des prix à l'international, notamment à Ljubljana, Lugano, Venise, Florence et Fredrikstad.
Également éditeur, Gustave Marchoul a créé les Éditions de la Grippelotte. 
Il devient correspondant (Classe des Beaux-Arts) le 6 janvier 1983, puis membre le 30 avril 1992 et enfin membre émérite de l'Académie royale des sciences, des lettres et des beaux-arts de Belgique le 7 octobre 2004,.
Gustave Marchoul meurt le 2 janvier 2015 à Bray (Binche),. Il est inhumé le 6 au cimetière de Biesme-sous-Thuin après les funérailles tenues à l'église Notre-Dame du Mont-Carmel de Thuin.

## Conservation des œuvres
- Belgique
  - Centre de la gravure et de l'image imprimée
    - Plus d'un millier d'estampes[4]

  - Musées royaux des Beaux-Arts de Belgique
    - Deux tableaux de 1962 et 1963[3] et plus de deux cent estampes[13]

  - Musée Marthe Donas
    - Une vingtaine d'estampes[14]
- France
  - Lille Métropole Musée d'Art moderne, d'Art contemporain et d'Art brut
    - Estampes[15]